# Пекло (Божественна комедія)

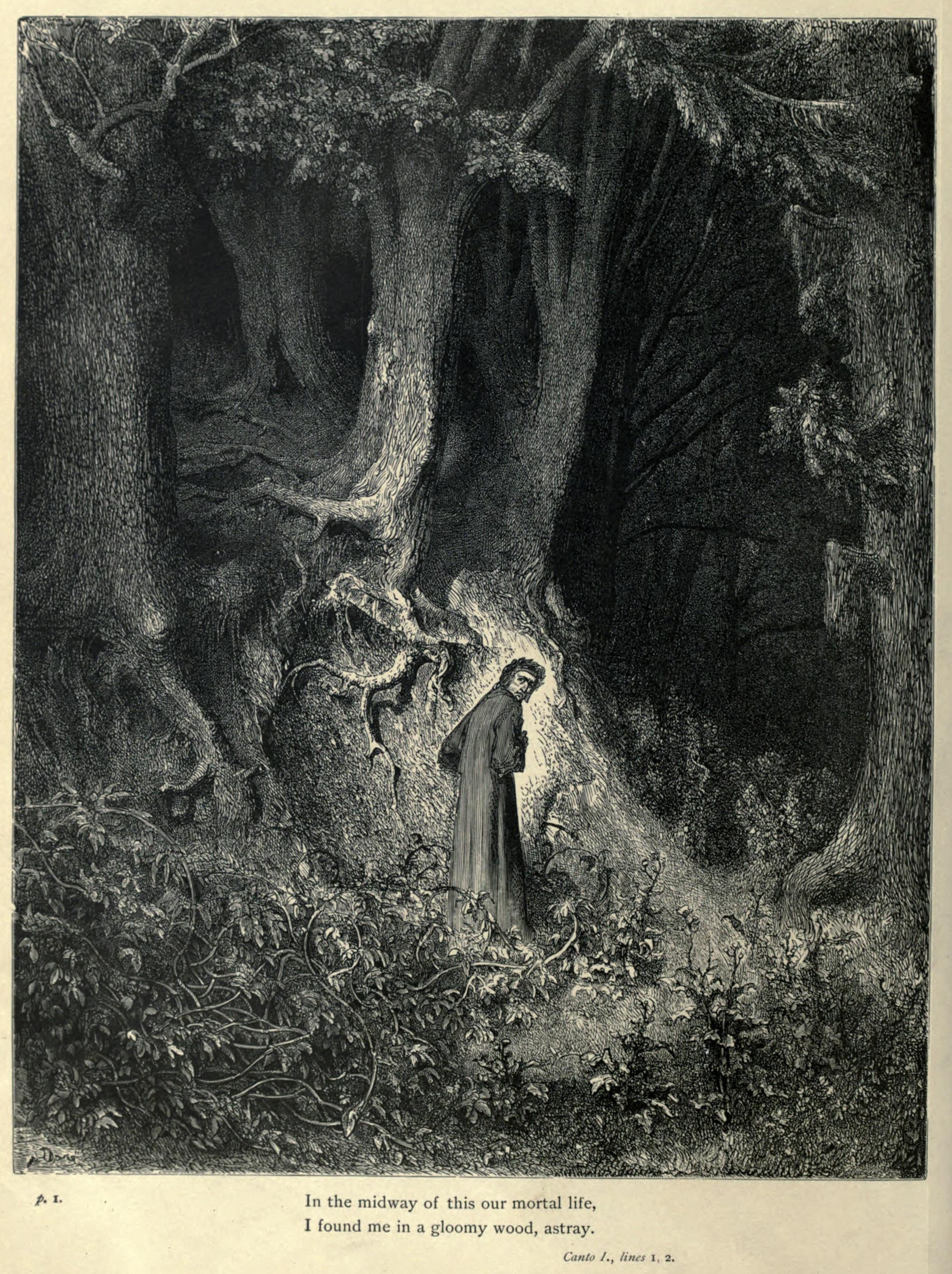
Гравюри Гюстава Доре, що ілюструють «Божественну комедію» (1861—1868); тут Данте загубився в Пісні 1 «Пекла»

Пекло — перша частина епічної поеми «Божественна комедія» італійського письменника 14 століття Данте Аліг’єрі.
У творі " Божественна комедія " Данте Аліг'єрі будує сувору систему загробного світу з точки зору католицького християнства, уявляючи його у вигляді дев'яти кіл, що оточують вмороженого в лід Люцифера .
Вибудовуючи модель Пекла (Пекло, XI, 16-66), Данте наслідує традиції Арістотеля, який у своїй «Нікомаховій етиці»   (кн. VII, гол. I) відносить до 1-го розряду гріхи нестриманості (incontinenza), до 2-го — гріхи насилля («буйне звірство», або matta bestialitade), до 3-го — гріхи обману («злість», або malizia). У Данте 2-5-й круги для нестриманих, 6-й коло для єретиків і псевдовчених, 7-й коло для ґвалтівників, 8-9-й — для ошуканців (8-й — просто для ошуканців, 9-й — для зрадників). Таким чином, чим гріх більше зв'язаний з матеріальним, тим більше він тяжкий, якого не пробачають.

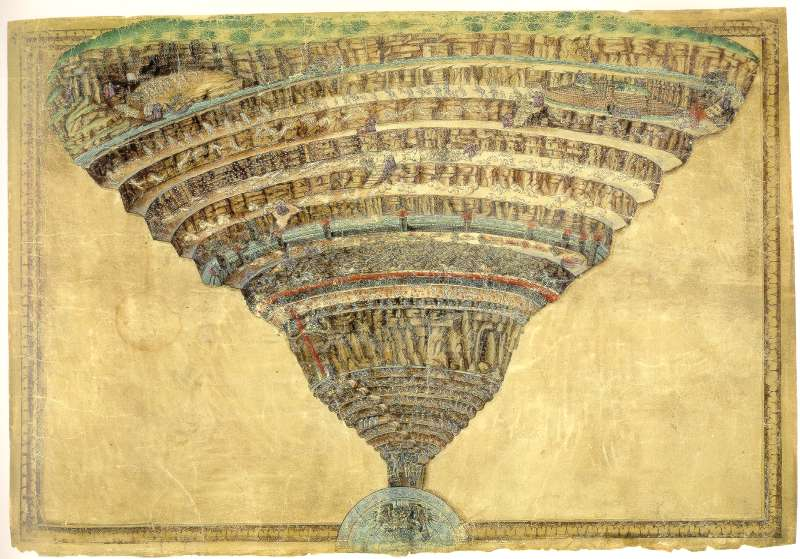
«Карта пекла» Боттічеллі

## Сюжет
У вступній пісні Данте розповідає, як він, досягнувши середини життєвого шляху, заблукав одного разу в дикому лісі і як поет Вергілій, врятувавши його від трьох диких звірів, що не давали йому йти далі шляхом, запропонував Данте зробити мандрівку загробним світом. Дізнавшись, що Вергілій посланий Беатріче (коханої Данте), Аліг'єрі віддається на волю поета.

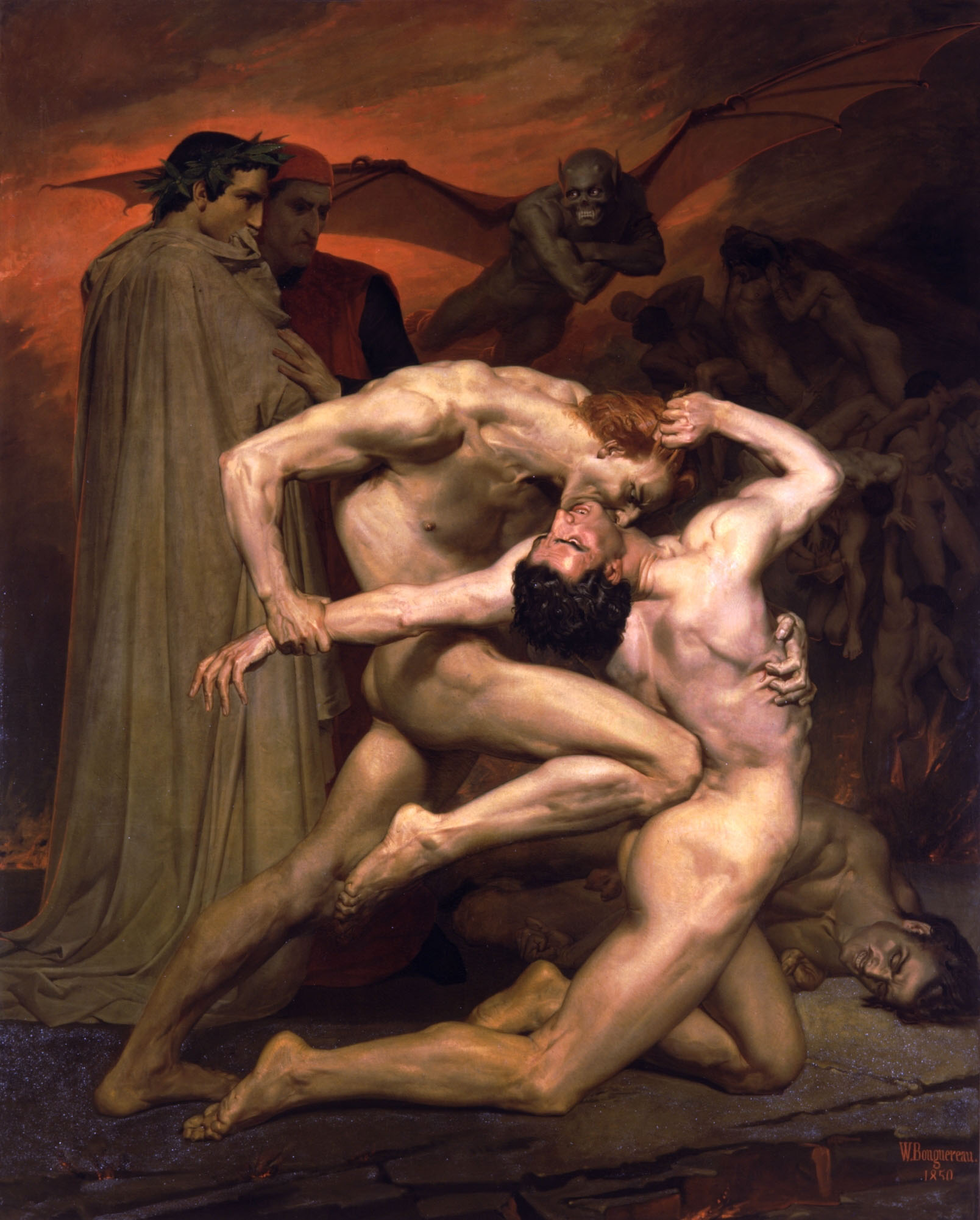
Данте і Вергілій (на задньому плані) в пеклі

Пройшовши присінок пекла, населеного душами нікчемних нерішучих людей, вони вступають у перше коло пекла, так званий лімб (А., IV, 25-151), де перебувають душі тих, хто не зміг пізнати «істинного Бога». Тут Данте бачить видатних представників античної культури — Арістотеля, Евріпіда, Юлія Цезаря та інш. Наступне коло (пекло має вигляд величезної вирви, що складається з концентричних кіл, вузький кінець якої упирається в центр землі) заповнений душами людей, що колись вдавалися до неприборканої пристрасті. Серед тих, кого носить дикий вихор, Данте бачить Франческу да Ріміні та її коханого Паоло, що стали жертвою забороненого кохання.
У міру того як Данте, якого супроводжує Вергілій, спускається все нижче і нижче, стає свідком мук ненажерливих, змушених страждати від дощу і граду, скупих і марнотратників, що невтомно штовхають величезні камені, гнівливих, які тонуть в болоті. За ними рухаються охоплені вічним полум'ям єретики і єресіархи (серед них імператор Фрідріх II, папа Анастасій II), тирани і вбивці, що борсаються у потоках киплячої крові, самогубці, перетворені в рослини, богохульники і ґвалтівники, що спалюються полум'ям, обманщики всіх статей. Муки ошуканців різноманітні. Нарешті Данте потрапляє в останнє, 9-е коло пекла, призначене для найжахливіших злочинців. Тут місце зрадників і зрадниць, з них найбільші — Юда, Брут і Кассій, — їх гризе своїми трьома пащами Люцифер, повсталий колись на Бога ангел, цар зла, приречений на ув'язнення в центрі землі. Описом страшного виду Люцифера закінчується остання пісня першій частині поеми.

## Структура
Перед входом — жалюгідні душі, що не творили за життя ні добра, ні зла, в тому числі «ангелів погана зграя», котра була і не з дияволом, і не з Богом.
| Рівень      | Назва | Страж                                                                                     | Стражденні | Вид покарання | Усі приклади Данте |
| ----------- | --- | ----------------------------------------------------------------------------------------- | --- | --- | --- |
| 1 коло      | Лімб | Харон                                                                                     | Нехрещені немовлята і доброчесні нехристияни. До воскресіння Христа тут були усі старозавітні праведники | Безболісна скорбота                                                                                                   | Найвеличніші поети давнини — Гомер, Горацій, Овідій, Вергілій, Лукан; Римські й грецькі герої — Електра, Гектор, Еней, Цезар, Пентесілея, Камілла, Лавінія з батьком Латином, Луцій Юній Брут, Юлія (дружина Помпея), Лукреція (збезчещена царським сином Секстом Тарквінієм), Корнелія, Марція (дружина Катона Утичеського), Деїдамія + Саладін; Вчені, поети і лікарі — Арістотель, Сократ, Платон, Демокріт, Діоген, Фалес, Анаксагор, Зенон, Емпедокл, Геракліт, Діоскорид, Сенека, Орфей, Лін, Марк Туллій Цицерон, Евклід, Птолемей, Гіппократ, Гален, Авіценна, Аверроес |
| 2 коло      | Хіть | Мінос                                                                                     | Розпутники | Ридають, виють, сповнюючись хіттю, Самого Бога в небесах клянуть                                                      | Семіраміда, Дідона, Клеопатра, Єлена Прекрасна, Ахілл, Паріс, Трістан; Франческа і Паоло, Мессаліна |
| 3 коло      | Ненажерливість | Цербер                                                                                    | Ненажери і гурмани | Гниття під дощем і градом                                                                                             | Чакко |
| 4 коло      | Скупість (жадібність)                                                                                              | Плутос                                                                                    | Скупі і марнотратники — грішники, що вчиняють два протилежних гріхи (невміння здійснювати розумні витрати) | Я бачив люд з найбільшого загону, Примушених з усіх боків штовхати Грудьми й всім тілом кляту перепону                | «Ти марних не чекай утіх: Гидке життя спотворює собою До невпізнанності обличчя їх..." |
| 5 коло      | Гнів (Стигійське болото)                                                                                           | Флегій (син Ареса) — перевізник душ через Стігийське болото.                              | Гнівні, гнівливі | І рухались, по мертвій річці пливши Як перед мною встав хтось у багні                                                 | Усі горлали: «Ось Філіппо Срібний!» А той, скажений флорентійця дух, Рвав бік собі і в люті був несхибний. На тому зник з очей і гамір вщух. |
| 6 коло      | Єресь (Стіни міста Діте)                                                                                           | Фурії (Тісіфона, Мегера і Алекто)                                                         | Єретики і лжевчителі | Вони закриються колись, Як з Йосафату вернуть опочилим Тіла, в які свого часу вляглись. Це кладовище віддане могилам. | Епікур і епікурійці: Фарината дельї Уберти, Кавальканте Кавальканти, Фрідріх II Гогенштауфен, Оттавіано дельї Убальдіні, Папа Анастасій II |
| 7 коло      | Місто Діт | Мінотавр                                                                                  | Насильники | див. по поясах | див. по поясах |
| 1-й пояс    | Проти сусідів (Флегетон)                                                                                           |                                                                                           | Насильники над ближніми і над їх майном(тирани и розбійники) | Де для тиранів кара є одна. Киплять на муки віддані судами - Ридають у вируючій імлі, — кентаври Несс, Хірон і Фол    | Олександр Македонський, тиран Діонісій, Граф Адзоліно, Обіццо д'Эсте, граф Гі де Монфор, Аттіла, Пірр, Секст, Ріньєр де'Пацці, Ріньєр з Корнето |
| 2-й пояс    | Проти себе (Ліс самовбивць)                                                                                        | —                                                                                         | Насильники над собою (самовбивці) й над своїм майном (гравці й моти, тобто безглузді винищувачі свого майна) | Самогубців у вигляді дерев мучать гарпії; мотів заганяють мисливські пси                                              | П'єр делла Вінья; сієнець Лано , багатий падуанець Джакомо да Сант-Андреа. |
| 3-й пояс    | Проти Бога, мистецтва і природи (Горючі піски)                                                                     | —                                                                                         | Насильники над божеством (богохульники), против єства (содоміти) і мистецтва (лихоїмство) | Знемагати в безплодній пустелі. З неба крапає вогненний дощ.                                                          | Капаней, Брунетто Латіні, Прісціан, Гвідо Гверра, граф Гвіди, Теггьяйо Альдобранди дельї Адімарі, Якопо Рустикуччі, Гульєльмо Борсіере , Вітальяно дель Дент |
| 8 коло      | Злопазухи, або Злі Щілини                                                                                          | Геріон                                                                                    | Обдурили не довіряючих | див. у щілинах | див. у щілинах |
| 1-а щілина  | — | —                                                                                         | Сутенери та спокусники | грішники йдуть двома зустрічними потоками, їх бічують бісами                                                          | Венедіко Каччанеміко, Ясон |
| 2-а щілина  | — | —                                                                                         | Підлабузники | Влипли в кал смердючий                                                                                                | Алессіо Інтермінеллі, Фаїда |
| 3-а щілина  | — | —                                                                                         | Святокупці, високопоставлені духовні особи, які торгували церковними посадами («Симоністи») | Тулуби закуті в скелі вниз головою, по ступнях струмує вогонь                                                         | папи Миколай III, сюди ж потраплять (за обіцянкою Миколи III) Боніфацій VIII та Климент V |
| 4-а щілина  | — | —                                                                                         | Провидці, віщуни, звіздарі, чаклуни | Голова повернута на пів-оберта (назад). Вражені німотою                                                               | Амфіарай, Тіресій, Арунс, Евріпіл, Калхант, Мікеле Скотто, Бонатті та Аскенто |
| 5-я щілина  | — | «біси-Загребали»                                                                          | Хабарники | Киплять в смолі. У тих, хто висунеться, чорти встромлюють багри                                                       | Бонтуро Даті, наваррець Чамполо, Монах Гомита, логодорець Мікеле Цанка |
| 6-а щілина  | — | —                                                                                         | Лицеміри | Закуті в свинцеві мантії («Федеріко плащ» )                                                                           | Гауденти Каталано і Лодерінго , Каяфа і Анна |
| 7-а щілина  | — | —                                                                                         | Крадії | Муки гадами, взаємоперетворення з ними                                                                                | Ванні Фуччі, Як, Аньєлло (Аньєль) Брунеллескі, Буозо Донаті, Пуччо дей Галігаї, Чанфа Донаті, Франческо Кавальканті |
| 8-а щілина  | — | —                                                                                         | Лукаві порадники | Душі заховані (горять) всередині вогників                                                                             | Уліс та Діомед, граф Гвідо да Монтефельтро |
| 9-а щілина  | — | —                                                                                         | Зачинателі роздорів | Патрання | Алі, Магомет, Дольчино, П'єр де Медічина , Бертран де Борн , Куріон, Моска |
| 10-а щілина | — | —                                                                                         | Фальсифікатори, підроблювачі | Хвороби | Дружина Потіфара, Ахейский шпигун Синон , Сінон , Джанні Скіккі- скажений гоблін. Мірра |
| 9 коло      | Зрада (Льодяне озеро Коцит) - Пояс Каїна - Пояс Антенора - Пояс Толомея - Пояс Джудекка - Середина, центр всесвіту | Гіганти (Бріарей, Ефіальт, Антей), Люцифер (диявол, ангел Бога, страж шляху до чистилища) | Обдурили тих хто довірився: - Зрадники рідних - зрадники батьківщини і однодумців - Зрадники гостей, друзів і співтрапезників - Зрадники благодійників величності божеської і людської - Вмерзлий в крижину Аїд (Люцифер) терзає в трьох своїх пащах зрадників величності земногої і небесної (Юду, Марка Юнія Брута и Кассія) | Вмерзлі в лід по шию, і лиця їх звернені до низу                                                                      | - Брати Альберти (графи Мангона), Фокачча , Камічон - Бокка , Карліно , Дуеро , Беккер , Джанні Сольданьєр , Ганеллон , Тебальделло дей Дзамбразі , Тідей, Уголіно делла Герардеска, Чернець Альбериго , Бранка д'Ор - Марк Юній Брут, Гай Лонгін Кассій, Юда Іскаріот. |